# Catedral de la Inmaculada Concepción (Dili)
La Catedral de la Inmaculada Concepción (en portugués: Catedral da Imaculada Conceição) es la iglesia principal de la diócesis católica de Dili, la capital de Timor Oriental.
Los planes para la construcción de la catedral comenzaron en 1984 con el Gobierno de Indonesia proporcionando fondos por un total de alrededor de EE. UU. $ 235.000. La catedral, situada en una parcela de 10.000 metros cuadrados, mide 1.800 metros cuadrados y tiene capacidad para 2.000 personas. El presidente indonesio Suharto el 2 de noviembre de 1988 oficialmente dejó inaugurada la nueva catedral católica de Dili, supuestamente la más grande en el sudeste de Asia. La ceremonia contó con la presencia del administrador apostólico de Dili, Mons. Carlos Filipe Ximenes Belo. Es la catedral de la arquidiócesis de Dili.
En octubre de 1989 fue bendecida por el Papa Juan Pablo II. El 27 de abril de 2002 Alrededor de 2.000 personas se reunieron en la Catedral para la llegada desde Portugal de una estatua de Nuestra Señora de Fátima, que fue recorriendo el país durante tres semanas como parte de las celebraciones antes de la independencia. Nuestra Señora de Fátima es la patrona de Timor Oriental.